# Рудельцгаузен
Рудельцгаузен (нім. Rudelzhausen) — громада в Німеччині, розташована в землі Баварія. Підпорядковується адміністративному округу Верхня Баварія. Входить до складу району Фрайзінг.
Площа — 40,82 км2. Населення становить 3490 ос. (станом на 31 грудня 2020).